# Giuseppe Tovini
Giuseppe Tovini, né le 14 mars 1841 à Cividate Camuno et mort le 16 janvier 1897 à Brescia, est un banquier et avocat italien, fondateur de la Banque de Valle Camonica (it) et du Banco Ambrosiano. Tertiaire franciscain, il est béatifié en 1998 par le pape Jean-Paul II.

## Biographie
Aîné de sept enfants, sa passion pour les études pousse sa famille, qui est très modeste, à l'inscrire au collège pour les garçons pauvres de Don Nicola Mazza, à Vérone, en 1858.
En 1859, son père meurt, puis, six années plus tard, c'est au tour de sa mère. Giuseppe devient ainsi le chef de famille.
En août 1865, il obtient son diplôme à l'Université de Pavie, et, en 1867, il s'installe à Brescia afin de rejoindre le bureau d'avocat de Giordano Corbolani en tant que stagiaire. Il obtient l'autorisation d'exercer en 1868.
En 1875, il épouse Emilia Corbolani, avec qui il aura dix enfants. Mais sa famille et sa profession n'absorbent pas toute son énergie et, de 1871 à 1874, il finance de nombreux travaux dans sa ville natale, crée la Banque de Valle camonica ainsi qu'une ligne de chemin de fer qui va sortir la vallée de l'isolement.
En 1878, il fonde le journal catholique Il Cittadino à Brescia et devient l'un des promoteurs ainsi que le président du Comité diocésain Opera dei congressi.
En 1888, il fonde la Banca San Paolo, puis, en 1896, le Banco Ambrosiano à Milan. Il inspire alors la croyance que les institutions catholiques, en particulier celles concernant l'enseignement, doivent viser l'autonomie financière complète.
Il meurt prématurément le 16 janvier 1897 dans sa ville natale et, plus d'un siècle plus tard, le 20 septembre 1998, il est béatifié par le pape Jean-Paul II.

## Référence
- (it) Cet article est partiellement ou en totalité issu de l’article de Wikipédia en italien intitulé « Giuseppe Tovini » (voir la liste des auteurs).